# Drumul european E429
Drumul european 429 este o autostradă care leagă Tournai de Halle.
Realizarea autostrăzii E429 (A8) a permis scoaterea din izolare a Hainaut-ului occidental, conectându-l direct cu capitala (Bruxelles), concretizând totodată legătura între aceasta și metropola franceză Lille. Această conexiune se înscrie, de asemenea, într-o perspectivă transfrontalieră europeană pe axa Anglia/Germania (prin Tunelul Canalului Mânecii), trecând prin Nord-Pas-de-Calais, Bruxelles și valea Sambre-Meuse.
Anterior denumită A8, E429 reprezintă, de fapt, doar o verigă a acesteia. În realitate, autostrada belgiană A8 este formată din autostrada europeană E429 (Halle-Tournai), extinsă până la granița cu Franța în direcția Lille, prin intermediul autostrăzii europene E42.
La trecerea prin Halle, autostrada se transformă într-un drum rezervat automobiliștilor, prevăzut cu trei semafoare.
În 2015, starea foarte degradată a carosabilului, care prezenta numeroase gropi ce deteriorau vehiculele, a fost criticată.